# Malden (Washington)
Malden is een plaats (town) in de Amerikaanse staat Washington, en valt bestuurlijk gezien onder Whitman County.

## Demografie
Bij de volkstelling in 2000 werd het aantal inwoners vastgesteld op 215.
In 2006 is het aantal inwoners door het United States Census Bureau geschat op 194, een daling van 21 (-9,8%).

## Geografie
Volgens het United States Census Bureau beslaat de plaats een oppervlakte van
1,7 km², geheel bestaande uit land. Malden ligt op ongeveer 705 m boven zeeniveau.

## Plaatsen in de nabije omgeving
De onderstaande figuur toont nabijgelegen plaatsen in een straal van 24 km rond Malden.